# Sunstech
Sunstech és una marca registrada pertanyent a l'empresa distribuidora d'electrònica Afex Suns. Afex Suns, posteriorment coneguda com a Afex Electronics, fou l'empresa que a finals dels anys 70 introdugué a Espanya els productes de la marca japonesa Aiwa, i més endavant desenvolupà la seva pròpia marca l'any 2003. A dia d'avui Sunstech compta amb instal·lacions arreu del món en llocs com Japó, la Xina i Dubai, i és un gran distribuidor de productes electrònics a Espanya.